# Grypocentrus spatulatus
Grypocentrus spatulatus là một loài tò vò trong họ Ichneumonidae.